# ميلان تشوب
ميلان تشوب هو لاعب كرة قدم كرواتي (وحمل سابقاً جنسية يوغوسلافيا) في مركز الدفاع، ولد في 5 أكتوبر 1938 في سلافونسكي برود في كرواتيا. شارك مع منتخب يوغوسلافيا لكرة القدم. أما مع النوادي، فقد لعب مع النجم الأحمر بلغراد وإي أس نانسي وسان خوسيه إيرثكويكس.

## وصلات خارجية
- ميلان تشوب على موقع قاعدة بيانات كرة القدم.إي يو (الإنجليزية)
- ميلان تشوب على موقع ناشيونال فوتبول تيمز (الإنجليزية)
- ميلان تشوب على موقع عالم كرة القدم.نت (الإنجليزية)
- ميلان تشوب على موقع أوليمبيديا (الإنجليزية)